# Чуру-Барышево
Чуру-Барышево (тат. Чүри-Бураш) — село в Апастовском районе Республики Татарстан, административный центр Чуру-Барышевского сельского поселения.

## География
Село находится на реке Улема, в 6 км к востоку от районного центра, посёлка городского типа Апастово.
В окрестностях села располагается ландшафтный памятник природы Гран-Тау.

## История
В окрестностях села выявлены археологические памятники: Чурубарышевские поселения I–V (неолит, мезолит), городище и селище (булгарский период).
Населённый пункт на месте современного села существовал в XIII–XIV веках, в середине XVII века принадлежал татарскому мурзе Бибарсу Ишееву.
В XVIII – первой половине XIX веков жители относились к категории государственных крестьян. Основные занятия жителей в этот период – земледелие и скотоводство.
В «Списке населенных мест по сведениям 1859 года», изданном в 1866 году, населённый пункт упомянут как казённая деревня Чюрюбарашева 2-го стана Тетюшского уезда Казанской губернии. Располагалась при речке Улеме, на торговом тракте из Тетюш в Свияжск, в 30 верстах от уездного города Тетюши и в 31 версте от становой квартиры во владельческом селе Знаменское (Чипчаги). В деревне в 88 дворах жили 549 человек (278 мужчин и 271 женщина). Была мечеть.
В начале XX века в селе функционировали мечеть, водяная и 4 ветряные мельницы, 4 крупообдирки, 7 торговых лавок. В этот период земельный надел сельской общины составлял 1457,5 десятины.
До 1920 года село входило в Ильинско-Шонгутскую волость Тетюшского уезда Казанской губернии. С 1920 года в составе Тетюшского, с 1927 года – Буинского кантонов ТАССР. С 1930 года село входило в колхоз «Урняк», в том же году открыта начальная школа. С 10 августа 1930 года в Апастовском, с 1 февраля 1963 года в Тетюшском, с 4 марта 1964 года в Апастовском районах.

## Население
| 1782 | 1859 | 1897 | 1908 | 1920 | 1926 | 1938 | 1949 | 1958 | 1970 | 1979 | 1989 | 2002 | 2010 | 2015 |
| ---- | ---- | ---- | ---- | ---- | ---- | ---- | ---- | ---- | ---- | ---- | ---- | ---- | ---- | ---- |
| 101  | 549  | 1219 | 1358 | 1295 | 1087 | 1156 | 1047 | 835  | 1047 | 690  | 447  | 438  | 393  | 400  |

Национальный состав села: татары.

## Экономика
Жители работают преимущественно в сельскохозяйственном предприятии «Свияга», занимаются молочным скотоводством.

## Инфраструктура
Действуют неполная средняя школа, детский сад, сельский клуб, фельдшерско-акушерский пункт, библиотека.

## Религиозные объекты
Мечеть (2000 год).